# Escola Normal Caetano de Campos

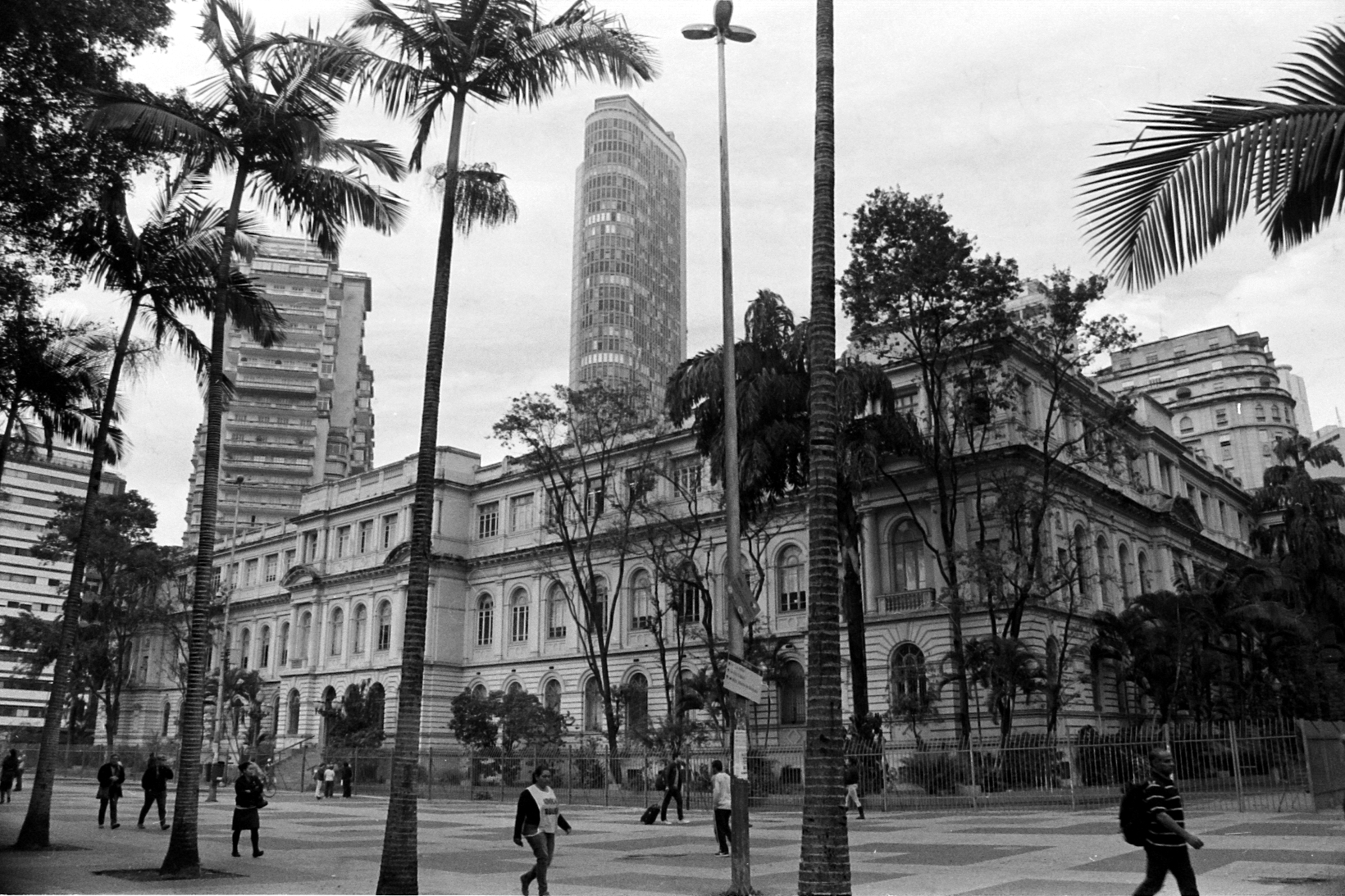
Antiga Escola Estadual Caetano de Campos

A Escola Normal Caetano de Campos, fundada inicialmente em 16 de março de 1846 como Escola Normal da Capital, hoje é denominada como Escola Estadual Caetano de Campos. Funcionava no prédio anexo à Catedral da Sé velha e foi transferida para a Praça da República para o edifício projetado por Antônio Francisco de Paula Sousa e Ramos de Azevedo, inaugurado em 1894 e funcionou neste edifício até 1978, onde passou a abrigar a  Secretaria da Educação do Estado de São Paulo.
Entre outras personalidades marcantes, estudaram no Caetano de Campos Sérgio Buarque de Holanda, Francisco Matarazzo, Mário de Andrade, Lygia Fagundes Telles, Oswald de Andrade, Cecília Meireles, Oscar Americano, André Dias Garrido, Esther de Figueiredo Ferraz, Ludgero Prestes, Dorina Nowill, Cincinato Braga, André Franco Montoro, Maria José Dupré, entre outros.

## Início da Escola
Foi a primeira Escola Normal de São Paulo, criada em 1846 com a primeira lei de instrução primária da Província de São Paulo que instituía:

Art. 31º - 0 governo estabelecerá na Capital da Província uma escola normal de instrução primária.

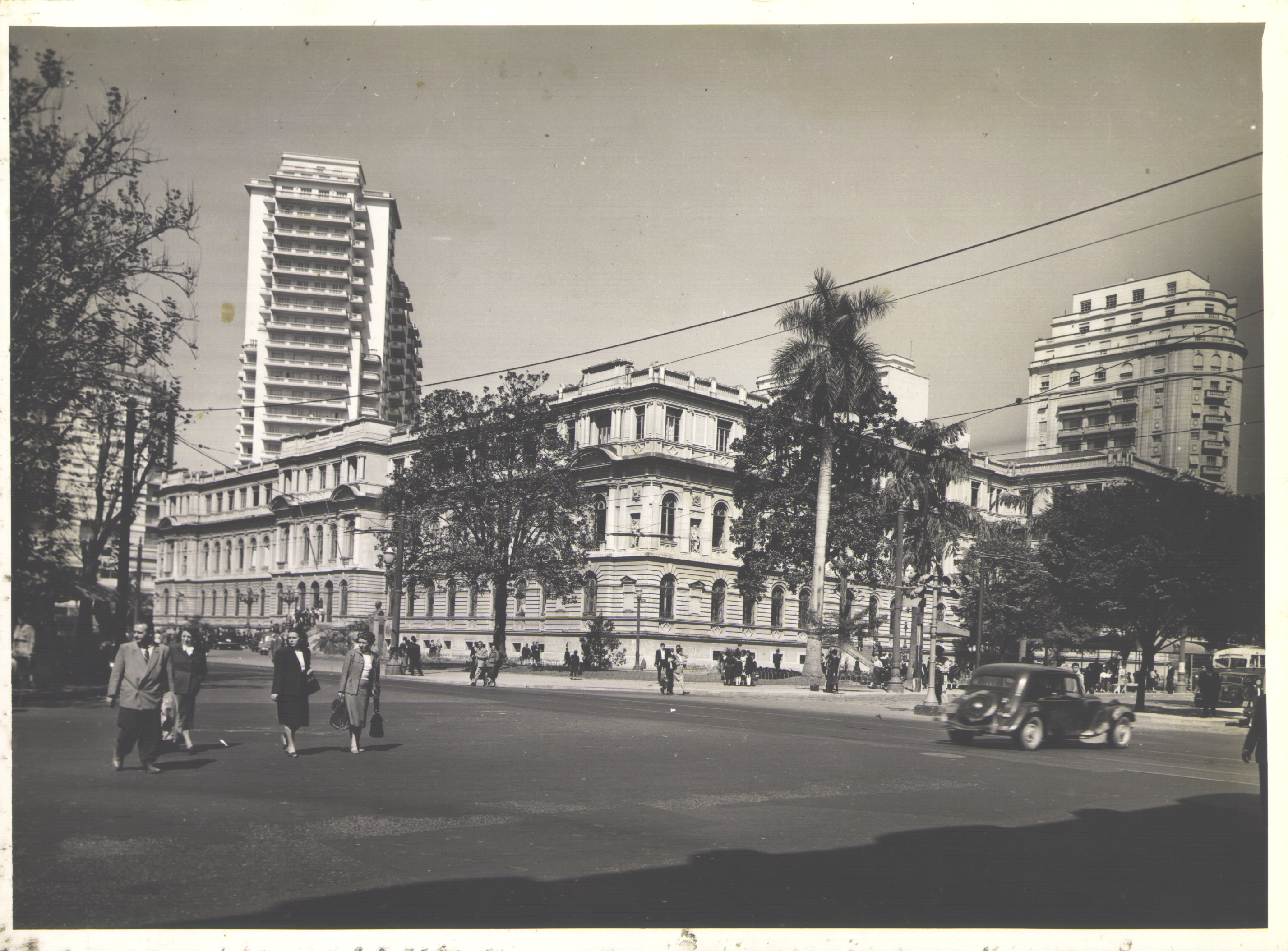
Vista da escola, pela lente de Werner Haberkorn.

Nesta escola de 1846, para a formação de professores na Escola Normal Caetano de Campos, eram necessários dois anos, sendo compostos pelas disciplinas de teoria e prática de aritmética, lógica, métodos, noções de geometria, gramática e língua nacional, caligrafia, princípios de religião do Estado e processo de ensino. Todas as aulas eram dadas pelo mesmo professor, também fundador da escola, Dr. Manoel José Chaves. Havia uma variação de 11 a 21 alunos matriculados anualmente na escola. Esta escola atendia alunos exclusivamente do sexo masculino, que uma vez aprovados, poderiam prover instrução primária . 
No ano de 1867, a escola foi a fechada por ausência de verba, em razão da aposentadoria do professor.
Após oito anos, foi reaberta devido a obrigatoriedade do ensino, consagrada na lei número 9 de 22 de março de 1874. Começa a funcionar em uma ala da Faculdade de Direito do Largo São Francisco e passou a aceitar estudantes do sexo feminino, que  estudavam em horários e locais diferentes, já que não podiam ter contato com os estudantes do sexo masculino.
Há um novo fechamento das portas em 1878, por motivos de instalação, disponibilização de material didático, baixa frequência e alta evasão escolar: o curso começava com 214 alunos e alunas, terminando com apenas 44.
Em 1880, a Escola foi novamente aberta, mas em outro local, mudando  ainda mais duas vezes. Acomodou-se primeiramente na Rua do Tesouro; depois, no prédio do Fórum Civil. 
Mais tarde em 1881, foi transferida para a Rua da Boa Morte, conhecida hoje como Rua do Carmo.  Seu programa também foi modificando, sendo ampliado para três anos, com cinco cadeiras, cada qual com o seu respectivo professor :
- 1ª cadeira: era ocupada pelo professor e diretor Dr. Vicente Mamede de Freitas, que lecionava Gramática e Língua Nacional
- 2ª cadeira: referente à Aritmética e Geometria, era ocupada pelo Dr. Godofredo José Furtado
- 3ª cadeira: ocupada pelo Dr. José Estácio Corrêa de Sá e Benevides, que ensinava História e Geografia
- 4ª cadeira: representada pelo Dr. Ignácio Soares de Bulhões Jardim, que ministrava as aulas Grupo de alunos da Escola Normal de São Paulo
- 5ª cadeira: de Francês, Física e Química, era ocupada pelo professor Dr. Paulo Bourroul.

## Instalação na Praça da República
O prédio foi inaugurado em 1894 e foi o primeiro prédio escolar do período republicano. Passou por marcantes ampliações: o acréscimo de salas em 1896, o acréscimo do terceiro andar entre 1934 e 1936 e a criação de alas perpendiculares à construção principal para abrigar mais doze salas em 1978.
Abrigava os cursos normais primários e secundários, para a formação de docentes nestes dois níveis de ensino. Tinha como anexo o Jardim da Infância, único caso de investimento pré-escolar na época da República e a Escola Modelo, destinada ao Ensino Primário masculino, dirigida pela professora Miss Browne. O Jardim de Infância foi inaugurado em 1896 e tinha como objetivo servir de estágio para aos professores normalistas .
Com relação aos cursos normais, o espaço destinado a ela apresentava uma distinta separação entre a seção masculina situada na ala direita do edifício e a seção feminina, localizada na área esquerda. Essa diferenciação de gênero indicava também formações diferentes, que prescrevia disciplinas diferentes de acordo com o gênero. Por exemplo, na ala direita destinada aos alunos estavam as oficinas de tornos e marcenarias. Já na ala esquerda, situavam-se as oficinas de modelagem e esculturas em argila e gesso.
Em anuários de ensino de 1907 e 1908, consta que a escola dispunha de um museu com mais de 600 espécies de zoologia, 257 fósseis, 150 espécies de mineralogia, um museu escolar de Saffray e aparelhos para o ensino de Anatomia. 
Nos meados dos anos 70, o edifício contemplava várias salas para diferentes fins: sessenta amplas salas de aula, três salas dedicadas à música, quatro salas de professores, três secretarias, até dois gabinetes dentários, um gabinete médico, dois pátios abertos, dois cobertos, um auditório, uma sala nobre conhecida como sala Álvaro Guião, conservada até hoje, porém sem o mobiliário da época que eram poltronas de madeira, estas foram substituídas por poltronas de tecido, duas bibliotecas, quatro salas de orientação, além de porão, onde funcionava a cantina, o centro de documentação e depósitos  .

## Transferência para Aclimação
A escola foi transferida para o bairro da Aclimação em 1978, em uma edificação mais moderna, situada no antigo terreno da Faculdade de Veterinária da Universidade de São Paulo.  
Devido a muitas reclamações, uma parte dos alunos foram transferidos para uma escola na Praça Roosevelt, no prédio que antes pertencia ao Colégio Visconde de Porto Seguro e que anteriormente havia sido o Deutsche Schule (Escola Alemã), tornando-se uma sub-sede da Escola Estadual. Porém, a unidade que detém os decretos originais é a da Aclimação.